# (218097) Maoxianxin
(218097) Maoxianxin est un astéroïde de la ceinture principale.

## Description
(218097) Maoxianxin est un astéroïde de la ceinture principale. Il fut découvert le 1er juin 2002 à l'Observatoire Palomar par le programme NEAT. Il présente une orbite caractérisée par un demi-grand axe de 3,16 UA, une excentricité de 0,05 et une inclinaison de 10,1° par rapport à l'écliptique.

## Compléments